# Saint-Flavien
Saint-Flavien è un comune del Canada, situato nella provincia del Québec, nella regione di Chaudière-Appalaches.